# Mesotype infuscata
Mesotype infuscata là một loài bướm đêm trong họ Geometridae.